# Гюрджієв Олександр Русланович
Олександр Русланович Гюрджієв — підполковник Збройних сил України.

## Нагороди
- орден Богдана Хмельницького I ступеня (2022) — за особисту мужність і самовіддані дії, виявлені у захисті державного суверенітету та територіальної цілісності України, вірність військовій присязі.
- орден Богдана Хмельницького II ступеня (2022) — особисту мужність і самовіддані дії, виявлені у захисті державного суверенітету та територіальної цілісності України, вірність військовій присязі.
- орден Богдана Хмельницького III ступеня (2022) — за особисту мужність і самовіддані дії, виявлені у захисті державного суверенітету та територіальної цілісності України, вірність військовій присязі.